# Tragopogon reticulatus
Tragopogon reticulatus là một loài thực vật có hoa trong họ Cúc. Loài này được Boiss. & Huet miêu tả khoa học đầu tiên năm 1856.